# Chiến tranh tôn giáo Pháp
Bản mẫu:Campaignbox French Wars of Religion
Chiến tranh Tôn giáo Pháp là một chuỗi gồm tám cuộc tranh chấp giữa phe Công giáo và phe Huguenot (Kháng Cách Pháp) từ giữa thế kỷ 16 kéo dài đến năm 1598. Ngoài những yếu tố tôn giáo, cuộc chiến này là hệ quả của những tranh chấp nhằm nắm quyền kiểm soát nước Pháp giữa Nhà Giuse (Lorraine) đầy quyền lực và Liên minh Công giáo ở một phía, với Nhà Bourbon ở phía bên kia. Ngoài ra, chiến tranh tôn giáo Pháp không chỉ là một cuộc nội chiến, mà còn là chiến tranh ủy nhiệm giữa Vua Felipe II của Tây Ban Nha và Nữ hoàng Elizabeth I của Anh. Cuộc chiến kết thúc khi Henri IV của Pháp ban hành Chỉ dụ Nantes, dành cho người Kháng Cách một số quyền tự do tôn giáo.

## Kháng Cách ở Pháp
Khi tư tưởng Luther được truyền bá vào Pháp khoảng năm 1520, Vua François I tỏ ra khoan hòa đối với các nhà cải cách trong nước. Nhưng sau khi xảy ra Vụ Áp phích (tranh cổ động chống Công giáo xuất hiện ở Paris và bốn thành phố khác) trong năm 1534, nhà vua cảm thấy bị đe dọa, và bắt đầu công khai chống những người Kháng Cách. Một trong số họ, John Calvin, phải tìm đến tị nạn ở Genève, và tạo lập ảnh hưởng to lớn trên phong trào cải cách. Trong thời trị vì của Henri II (1547–1559), Thần học Calvin thu hút nhiều người thuộc giới quý tộc, tầng lớp trung lưu, và những nhà trí thức. Dù chỉ là thành phần thiểu số ở Pháp, những người Huguenot giàu có, ảnh hưởng rộng, và có lập trường chống Công giáo bị nhiều người căm ghét.
Năm 1559, đại biểu của 66 giáo đoàn Kháng Cách ở Pháp bí mật họp tại Paris để thông qua một bản tuyên tín và một bản điều lệ, thành lập Giáo hội Kháng Cách Pháp.

## Những Xung đột ban đầu
Năm 1559, cái chết đột ngột của Vua Henri II tạo ra một khoảng trống quyền lực, là cơ hội để Nhà Guise sùng tín Công giáo và có nhiều thế lực vận động nắm quyền (cháu gái của François, Nữ Công tước nhà Giuse -Mary - Nữ hoàng Scotland – là hoàng hậu của tân vương François II. Tháng 3 năm 1560, xảy ra vụ "Chính biến Amboise", một nhóm các nhà quý tộc bất mãn, do Jean du Barry lãnh đạo, âm mưu bắt cóc nhà vua nhưng bị bại lộ, dẫn đến việc xử tử hàng trăm người. Anh em Nhà Giuse nghi ngờ Louis nhà Bourbon, Hoàng thân Condé là kẻ chủ mưu, Condé bị bắt giam nhưng được trả tự do vì thiếu bằng chứng, vụ bắt giữ Condé làm cho tình hình càng căng thẳng hơn. (Kể từ đây, trong các cuộc bút chiến, biệt danh "Huguenot" được sử dụng rộng rãi để gọi người Kháng Cách tại Pháp.)
Những vụ người Kháng Cách đập bỏ tượng thờ trong các nhà thờ Công giáo ở Rouen và La Rochelle trong năm 1560, rồi năm sau lan ra đến hơn 20 thành phố và thị trấn, đã dẫn đến những vụ trả đũa đẫm máu của người Công giáo ở Sens, Cahors, Carcassonne, Tours và các thành phố khác.

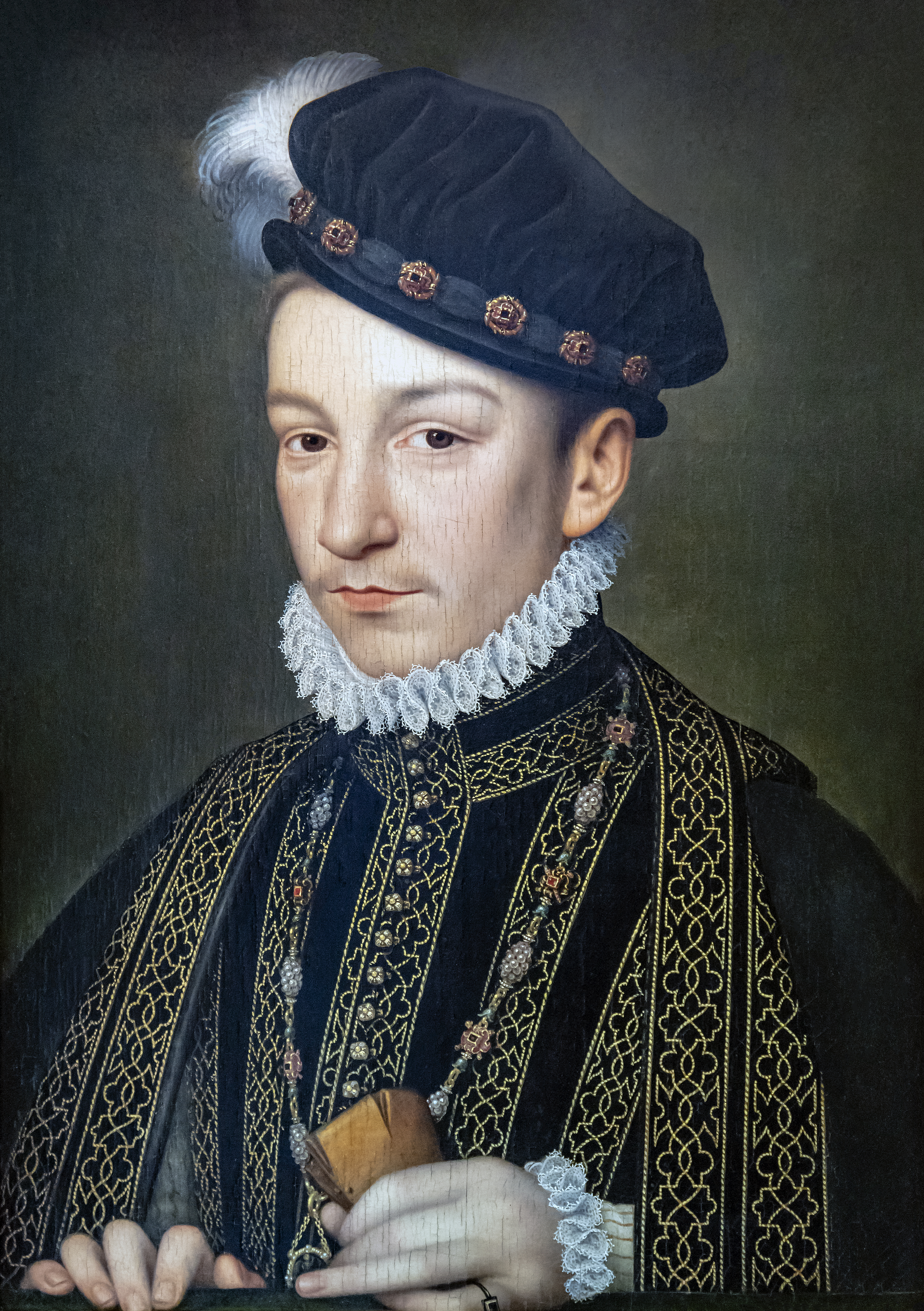
Charles IX

Tháng 12 năm 1560, François II băng hà, mẹ ông, Catherine de' Medici trở thành nhiếp chính cho con trai thứ hai của bà, Charles IX. Thiếu kinh nghiệm lẫn nguồn hỗ trợ tài chính, Catherine thấy cần phải cẩn thận lèo lái triều chính nhằm giữ thế cân bằng giữa các thế lực chính trị và lợi ích cục bộ vây quanh bà, thể hiện qua các gia tộc đầy quyền lực, mỗi nhà đều có trong tay các đạo quân riêng. Mặc dù là một người Công giáo sùng tín, Catherine muốn tỏ thiện cảm với Nhà Bourbon theo đức tin Kháng Cách nhằm duy trì sức mạnh đối trọng với Nhà Giuse rất thế lực. Bà chọn Michel de l’Hôpital có khuynh hướng ôn hòa, vào chức vụ tể tướng, đồng thời đưa ra một số biện pháp khoan hòa với người Huguenot.
Tháng 1 năm 1562, Chỉ dụ Saint-Germain được ban hành, cho phép người Huguenot thờ phụng trong nhà riêng và bên ngoài thành phố. Tuy nhiên, ngày 1 tháng 3, một nhóm tùy tùng của Nhà Giuse tấn công những người Huguenot khi họ đang thờ phượng tại Wassy-sur-Blaise ở Champagne và ra tay tàn sát họ. Sự kiện này khiến bùng nổ tình trạng thù nghịch, và chỉ dụ bị thu hồi dưới áp lực của Nhà Guise. Jean de la Fontaine, một người Huguenot, thuật lại:
"Những người Kháng Cách đang nhóm lại cầu nguyện bên ngoài tường thành, phù hợp với chỉ dụ của nhà vua, khi ấy, Công tước Guise đến gần. Một số trong những tùy tùng của ông phỉ báng những người đang thờ phượng, do bị sỉ nhục có người phản ứng, công tước bị thương ở mặt. Nhìn thấy máu trên mặt công tước khiến đám tùy tùng nổi giận, và sau đó là cuộc tàn sát cư dân ở Vassy."
Biến cố này khiến bùng nổ cuộc chiến tranh tôn giáo lần thứ nhất. Nhà Bourbon, dưới quyền lãnh đạo của Louis I nhà Bourbon, Hoàng thân Condé, tổ chức phòng vệ cho các nhà thờ Kháng Cách và bắt đầu thiết lập những vị trí chiến lược tại các thị trấn dọc sông Loire. Trong khu vực này, tại mặt trận Dreux và Orléans, xảy ra những cuộc đụng độ lớn; tại Dreux, Condé bị nhà Guise bắt, trong khi đó Montmorency, quan tổng đốc, bị rơi vào tay nhà Bourbon. Tháng 2 năm 1563, tại Orléans, François, Công tước nhà Guise bị ám sát. Do e sợ cuộc chiến kéo dài, Catherine dàn xếp một cuộc ngừng bắn và ban hành Chỉ dụ Amboise (1563).
Tuy nhiên, những động thái này của Catherine chẳng làm phe nào hài lòng, riêng cánh Guise chống đối quyết liệt điều mà họ cho là một sự nhượng bộ nguy hiểm đối với bọn dị giáo. Trong khi đó, tình hình trở nên căng thẳng ở những vùng lân cận, đặc biệt là ở Hà Lan. Phe Huguenot tỏ ra nghi ngờ ý đồ của Tây Ban Nha khi Vua Felipe II thiết lập một hành lang chiến lược kéo dài từ Ý dọc theo sông Rhine. Cảm thấy mối đe dọa đang đến gần, Condé ra tay trước, mưu tính bắt cóc Vua Charles IX nhưng thất bại, ngay hôm sau, 29 tháng 9 năm 1567, xảy ra vụ bạo loạn ở Michelade, những đám đông người Kháng Cách, phẫn uất vì bị áp bức và cấm đoán hành đạo, tàn sát 24 linh mục và tu sĩ Công giáo. Hai biến cố này khơi mào cho chiến tranh tôn giáo lần thứ hai, kéo dài đến khi ký kết Hòa ước Longjumeau vào tháng 3 năm 1568 với một cuộc ngừng bắn mà cả hai phe đều không cảm thấy hài lòng.

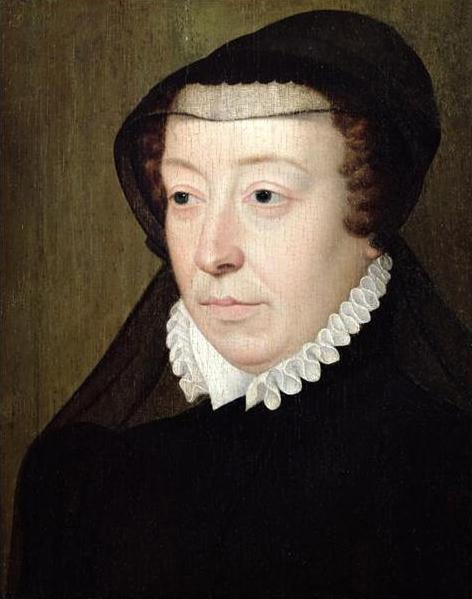
Catherine de' Medici

Tháng 9 trong năm ấy, lại bùng nổ cuộc chiến lần thứ tư. Lần này Catherine và Charles quyết định liên kết với Nhà Guise. Quân đội Huguenot, dưới quyền thống lĩnh của Louis I de Bourbon, hoàng thân Condé, được hỗ trợ bởi đạo quân của Paul de Mouvans đến từ đông nam nước Pháp, cùng một đội dân binh Kháng Cách đến từ Đức, trong đó có 14 000 kỵ binh của Công tước xứ Zweibrücken. Khi Zweibrücken tử trận, quyền chỉ huy về tay Công tước xứ Mansfeld, William of Orange, và hai em trai của ông, Louis và Henry. Phần lớn nguồn tài chính của phe Huguenot được cung cấp bởi Nữ vương Elizabeth I. Phe Công giáo đặt dưới quyền chỉ huy của Công tước d’Anjou (về sau là Henri III của Pháp), và nhận được sự hỗ trợ từ Tây Ban Nha, các lãnh thổ của giáo hoàng (Papal States), và Đại Công tước xứ Tuscany.
Quân đội Kháng Cách bao vây vài thành phố trong vùng Poitou và Saintonge (với mục tiêu bảo vệ La Rochelle), rồi bao vây tiếp Angoulême và Cognac. Song, ngày 16 tháng 3 năm 1569, Hoàng thân Condé thiệt mạng trong trận Jarnac, buộc Đô đốc de Coligny phải nắm quyền chỉ huy lực lượng Kháng Cách. Trận Roche-l’Abeille chỉ là một chiến thắng danh dự cho phe Kháng Cách, nhưng họ không chiếm được Poitiers, rồi bị đánh bại tại mặt trận Montcontour (30 tháng 10, 1569). Coligny và đạo quân của ông triệt thoái về hướng tây nam để sáp nhập với Gabriel, công tước Montgomery. Mùa xuân năm 1570, họ chiếm Toulouse, mở đường băng qua miền nam nước Pháp đến thung lũng sông Rhône, rồi đến Charité-sur-Loire. Chính những món nợ khổng lồ của hoàng gia và mong muốn hòa giải của Charles IX giúp kiến tạo Hòa ước Saint-Germaine-en-Laye (8 tháng 8 năm 1570), lần này lại có thêm nhượng bộ cho phe Huguenot.

## Thảm sát Ngày lễ Thánh Barthélemy

Thảm sát Ngày lễ Thánh Barthélemy,
tranh của François Dubois.

Bất kể cuộc ngưng bắn, những đám đông Công giáo tiếp tục tàn sát người Huguenot tại những thành phố như Rouen, Orange, và Paris. Việc triều chính trở nên phức tạp hơn khi Charles IX công khai đứng về phía các lãnh tụ Huguenot – nhất là Đô đốc Gaspard de Coligny. Trong khi đó, mối quan ngại của thái hậu ngày càng gia tăng khi thấy Coligny và những người ủng hộ ông càng có nhiều quyền lực, và tỏ ra muốn liên minh với Anh và phiến quân Hà Lan.
Ngày 18 tháng 8, Coligny cùng nhiều người Huguenot quyền thế và giàu có đến Paris dự hôn lễ của Marguerite của Pháp với Enrique III của Navarra (cô dâu là người Công giáo còn chú rể là người Kháng Cách). Ngày 22 tháng 8, Coligny thoát chết trong một vụ ám sát, nhưng ông bị mất một ngón tay ở bàn tay phải, và tay trái bị chấn thương. Trong khi các sử gia cho rằng thủ phạm là Charles de Louvier, sieur de Maurevert, thì khó có thể khẳng định ai là người ra lệnh (dù có lời đồn đoán người chủ mưu là Caterina de' Medici). Ngày 23 tháng 8, trong một phiên họp riêng của hoàng gia, Catherine và những người theo bà tin rằng phe Huguenot có thể đang chuẩn bị một vụ lật đổ, rồi họ quyết định, với sự chuẩn thuận của nhà vua, tiến hành một vụ đánh úp bằng cách ám sát một số nhà lãnh đạo Huguenot, là những người có khả năng tổ chức một cuộc đánh trả. Sáng sớm ngày 24 tháng 8, Công tước Guise đến chỗ trọ của Coligny, giết Coligny vài người ở đó, ném xác Coligny qua cửa sổ rơi xuống đường. Đám đông người dân Paris xúm lại cắt xẻo xác Coligny, kéo lê trong bùn, ném xuống sông, treo lên giá, rồi thiêu. Trong năm ngày kế tiếp, thành phố trở nên hỗn loạn bởi người ta đổ xô đi săn tìm để tàn sát người Huguenot, kể cả phụ nữ và trẻ em, và cướp phá nhà cửa của họ. Nhà vua không lường trước được vụ tàn sát này. Trong vài tuần sau đó, cuộc tàn sát lan ra đến hơn chục thành phố khắp nước Pháp. Biến cố này được gọi là vụ Thảm sát Ngày lễ Thánh Barthélemy. Có lẽ khoảng 2.000 người Huguenot bị giết ở Paris, và trong vài tuần lễ kế tiếp, có thêm nhiều ngàn người thiệt mạng tại các tỉnh; tổng cộng, có khoảng 10.000 người bị sát hại trong vụ thảm sát.
Cả Vua Felipe của Tây Ban Nha và Giáo hoàng Gregory XIII đều tuyên bố hài lòng với kết quả của vụ thảm sát, khiến những người chống đối trên khắp châu Âu tức giận và tỏ ra kinh tởm.
Vụ thảm sát làm khởi phát cuộc chiến lần thứ tư, khi phe Công giáo bao vây các thành phố Sommières, Sancerre, và La Rochelle. Sự đối đầu chấm dứt khi Công tước Anjou lên trị vì Ba Lan, và Chỉ dụ Boulogne được ban hành trong tháng 7 năm 1573. Người Kháng Cách Pháp bị tước bỏ những quyền họ có trước đây. Chiếu theo các điều khoản trong hiệp ước, tất cả người Huguenot được ân xá, được quyền tự do thờ phụng, nhưng bị giới hạn trong ba thị trấn La Rochelle, Montauban, và Nimes. Ngay cả tại những nơi này, họ cũng chỉ được phép thực hành đức tin trong nhà riêng; riêng những nhà quý tộc Kháng Cách được cử hành hôn lễ và báp têm, nhưng số người tham dự bị giới hạn trong các thành viên gia đình, với sự hiện diện của không quá mười người bên ngoài.

## Henri III

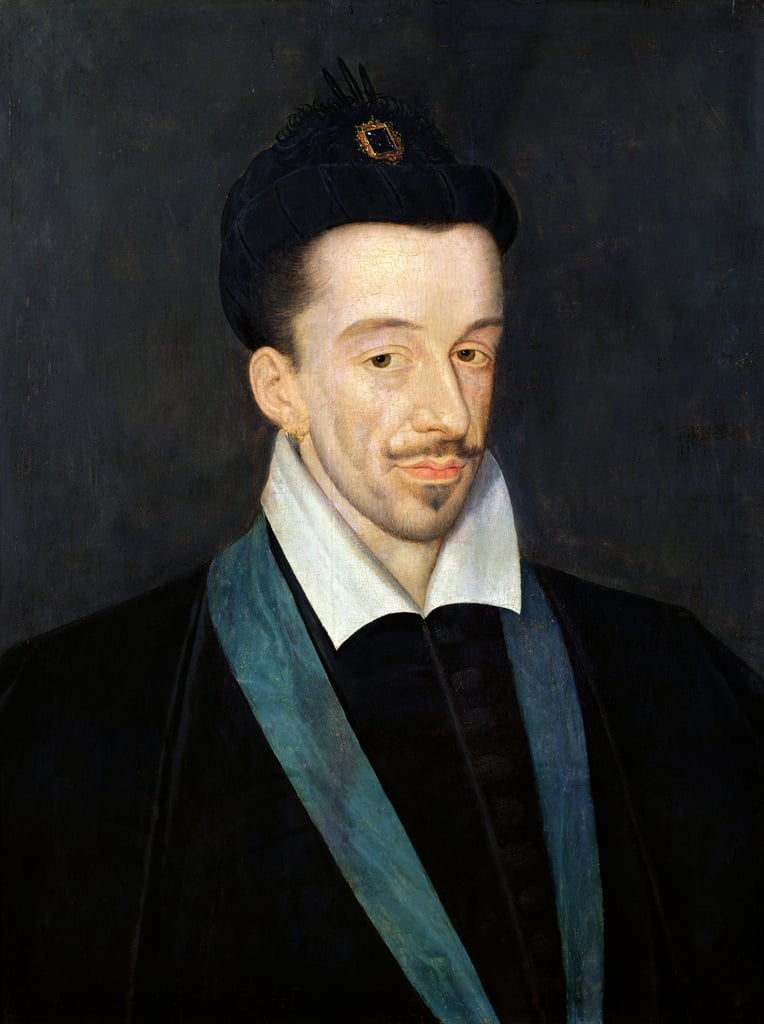
Henri III

Ba tháng sau khi Henri Anjou đăng quang làm vua Ba Lan, anh trai của ông, Charles IX, băng hà (tháng 5 năm 1574). Henri bí mật rời Ba Lan trở về Pháp qua ngả Venice. Tại Rheims năm 1575, ông được trao vương miện để trở thành Vua Henri III của Pháp, nhưng lúc này lại bùng nổ chiến tranh tôn giáo lần thứ năm.
Chẳng bao lâu, Henri nhận ra rằng không dễ duy trì vương quyền khi các sứ quân từ chối thỏa hiệp. Năm 1576, nhà vua ký Chỉ dụ Beaulieu, với nhiều nhượng bộ dành cho người Kháng Cách, nhưng động thái này khiến Henri I, Công tước Guise, một người Công giáo cực đoan, tiến hành thành lập Liên minh Công giáo. Cánh Guise kiên trì ủng hộ vua Tây Ban Nha, nhờ đó luôn duy trì vị thế vững chắc trong suốt thập niên 1580. Tuy nhiên, phe Huguenot đã củng cố lực lượng ở miền tây nam, và được các chính phủ Kháng Cách ủng hộ, dù trong thực tế, Anh và Đức không chịu cung cấp nhiều quân binh. Vào cuối cuộc chiến lần thứ sáu (1576-1577), sau nhiều cuộc thương thảo, Henri III, với Hiệp ước Bergerac (còn gọi là "Chỉ dụ Poitiers"), buộc phải thu hồi hầu hết các nhượng bộ dành cho người Kháng Cách chiếu theo Chỉ dụ Bealieu. Hai năm sau, lại bùng nổ cuộc chiến lần thứ bảy (1579-1580) – rồi chấm dứt trong sự bế tắc với Hiệp ước Fleix.
Tình trạng thỏa hiệp mong manh lại bị phá vỡ năm 1584, khi em trai nhà vua và là người kế vị ngai vàng, François, Công tước Anjou, từ trần. Bởi vì Henri III không có con trai, nên chiếu theo Luật Salic, người kế vị sẽ là Henri Navarre, một người Huguenot. Henri Navarre là hậu duệ của Louis IX, và từng bị Giáo hoàng Sixtus V rút phép thông công cùng với anh họ của ông, Henri Hoàng thân Condé. Dưới áp lực của Công tước Guise, Henri III miễn cưỡng ban hành một chiếu chỉ trấn áp đức tin Kháng Cách và phủ quyết quyền kế vị của Henri Navarre.
Tháng 12 năm 1584, Công tước Guise thay mặt Liên minh Công giáo ký Hiệp ước Joinville với Felipe II của Tây Ban Nha, Felipe là người hằng năm cung cấp một lượng tiền lớn cho Liên minh trong thập niên kế tiếp nhằm duy trì cuộc nội chiến trong nước Pháp, với mục tiêu hủy diệt những người Kháng Cách Pháp. Nhà Guise từ lâu kiên định với lập trường bảo vệ Giáo hội Công giáo Rôma, và Công tước Guise, cùng họ hàng của ông – Công tước Mayenne, Công tước Aumale, Công tước Elboeuf, Công tước Mercoeur, và Công tước Lorraine – kiểm soát những lãnh thổ rộng lớn trung thành với Liên minh. Liên minh cũng nhận được sự ủng hộ rộng rãi trong tầng lớp trung lưu thành thị.
Lúc đầu, nhà vua cố cộng tác với người đứng đầu Liên minh Công giáo nhằm hướng liên minh tới một cuộc dàn xếp qua thương thảo. Nhưng động thái này là điều không thể chấp nhận đối với các nhà lãnh đạo liên minh, họ chỉ muốn đập tan phe Huguenot, rồi cùng nhà vua chia sẻ số tài sản đáng kể của những người này. Tình hình càng trở nên tồi tệ cho đến khi bùng nổ cuộc chiến lần thứ tám (1585-1598). Bởi vì người lãnh đạo nhà Guise cũng có tên Henri, nên trong giai đoạn đầu, cuộc chiến được mệnh danh "Chiến tranh ba Henri".
Henri Navarre tìm kiếm sự trợ giúp từ các vương hầu Đức và Elizabeth I của Anh. Trong khi đó, người dân Paris sùng tín Công giáo, dưới ảnh hưởng của Ủy ban Mười sáu ngày càng bất mãn với Henri III do nhà vua không chịu mạnh tay với người Huguenot. Ngày 12 tháng 5 năm 1588, người dân nổi dậy dựng chướng ngại vật trên đường phố Paris, Henri III buộc phải trốn khỏi thành phố. Ủy ban Mười sáu lên cầm quyền và mời Công tước nhà Guise về Paris, đồng thời đề ra giải pháp đưa một người vô danh lên nối ngôi và triệu tập cuộc họp của Quốc hội (Estates-General) tại Blois.
Nhìn thấy Nhà Guise là mối đe dọa chính đối với vương quyền, Henri III quyết định ra tay trước. Ngày 23 tháng 12 năm 1588, tại Lâu đài Blois, Henri Guise và em trai, Hồng y Guise bị lính ngự lâm gài bẫy. Công tước đang trên đường đến gặp hồng y ở phòng nghị hội, có người bảo cho biết nhà vua muốn gặp riêng công tước ở phòng bên. Lính ngự lâm vây bắt và đâm vào tim công tước, đồng thời bắt giữ hồng y, sau đó hồng y cũng bị thiệt mạng bởi một mũi giáo. Để trừ hậu họa, nhà vua cho cầm tù con trai của công tước. Nhưng Công tước Guise rất được yêu thích ở Pháp, nên liên minh tuyên chiến với nhà vua, Nghi viện Paris ra cáo buộc hình sự chống nhà vua. Henri III quyết định gia nhập lực lượng của người em họ, Henri Navarre, để chống lại Liên minh Công giáo.
Như thế, vị trí lãnh đạo Liên minh được trao cho Công tước Mayenne, em trai của Guise. Liên minh cho ấn hành các tiểu luận chống nhà vua, trong khi Đại học Sorbonne tuyên bố việc phế truất Henri III là chính đáng và cần thiết, tuyên bố mọi công dân có quyền tước mạng sống của Henri III mà không phạm tội giết vua, điều này gợi nhớ đến chỉ dụ Regnans in Excelsis do Giáo hoàng Pius V ban hành năm 1570 chống lại Nữ hoàng Elizabeth I. Tháng 7 năm 1589, tại Saint-Cloud, một tu sĩ Dòng Dominican tên Jacques Clément xin gặp nhà vua và đâm vào bụng ông. Clément bị giết tại chỗ, đem theo mình bí mật về danh tính của người chủ mưu. Khi hấp hối, Henri III cho vời Henri Navarre đến, khẩn nài ông, vì quyền lợi quốc gia, hãy cải đạo sang Công giáo, và cảnh báo về hiểm họa chiến tranh kéo dài nếu Henri Navarre không chịu nghe theo lời khuyên của ông. Chiếu theo Luật Salic, nhà vua tuyên bố Henri Navarre là người kế vị, trở thành Henri IV của Pháp.

## Henri IV
Tình hình nước Pháp năm 1589 là bất ổn và phức tạp. Tân vương Henri IV kiểm soát khu vực phía tây và phía nam, trong khi Liên minh Công giáo nắm giữ phía bắc và phía đông. Liên minh tín nhiệm Công tước Mayenne và bổ nhiệm ông làm Phó Toàn quyền (Lieuteant-General) vương quốc. Ông cầm quân kiểm soát phần lớn khu vực nông thôn Normandie. Song, đến tháng 9 năm 1589, Công tước Mayenne bị Henri đánh bại trong trận Arques. Trong suốt mùa đông, đạo quân của Henri càn quét khắp vùng Normandie, và chiếm từng thị trấn một trong vùng.

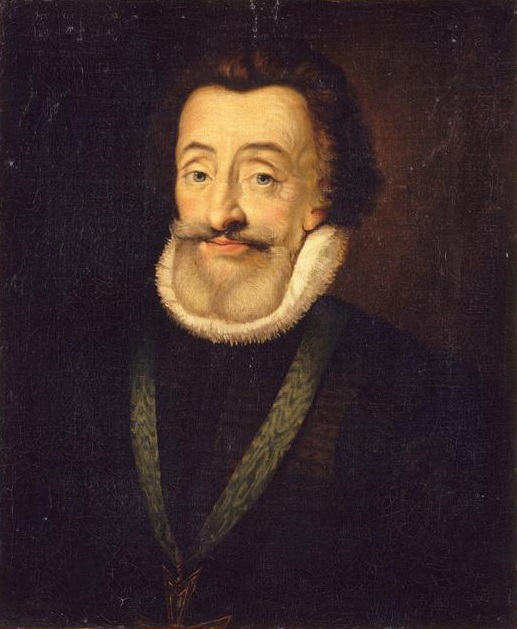
Henri IV (Henri Đại đế)

Nhà vua biết rằng nếu không chiếm được Paris thì không có cơ may kiểm soát nước Pháp. Tuy nhiên, không dễ gì có được Paris. Liên minh Công giáo đẩy mạnh tuyên truyền về những sự tàn bạo đối với linh mục và giáo dân Công giáo ở Anh. Người dân thành phố sẵn sàng tử thủ chứ không chịu chấp nhận một quân vương theo đức tin Kháng Cách.
Trận Ivry (ngày 14 tháng 5 năm 1590) là một chiến thắng quyết định cho Henri trước lực lượng của Công tước Mayene. Đạo quân của Henri tiến lên bao vây Paris, nhưng bị thất bại do viện binh đến từ Tây Ban Nha. Nhận thấy không có cơ may cho một quân vương Kháng Cách đăng quang ngay tại Paris, Henri đã thốt lên câu nói trứ danh Paris vaut bien une messe (Paris đáng cho một lễ misa). Năm 1593, Henri chính thức được nhận vào Giáo hội Công giáo Rôma, và được trao vương miện tại Chartres năm 1594.
Trong khi một số thành viên Liên minh Công giáo tiếp tục tranh đấu, nhiều người Công giáo khác hài lòng với quyết định cải đạo của nhà vua, dần dà cánh cực đoan cũng bị cô lập và mất ảnh hưởng. Rồi quân đội Tây Ban Nha cũng triệt thoái chiếu theo Hòa ước Vervins. Henry ra sức tái thiết nước Pháp đang nghèo đói tan tác bởi những xung đột nội bộ, và cố thống nhất lòng dân dưới vương quyền. Nỗ lực đầu tiên của nhà vua là mở các cuộc thương thảo nhằm ban hành Chỉ dụ Nantes. Chỉ dụ này là một dấu chỉ về tinh thần bao dung tôn giáo, trong thực tế đã mở ra một cuộc hưu chiến (dù miễn cưỡng) giữa các phe tranh chấp. Dù vậy, có thể xem Chỉ dụ Nantes là dấu mốc kết thúc cuộc chiến tranh tôn giáo kéo dài của nước Pháp.
Henri cùng cố vấn thân cận, Công tước Sully, nỗ lực tái thiết nước Pháp, và xây dựng một thời kỳ thái bình thịnh trị cho đất nước này.

## Chiến tranh ở Bretagne
Năm 1582 Henri III, hậu duệ nam giới cuối cùng của Claude, Nữ Công tước xứ Bretagne, phong Philippe Emmanuel, Công tước xứ Mercoeur, một nhà lãnh đạo của Liên minh Công giáo, làm thống đốc Bretagne. Mercoeur tự mình đứng đầu Liên minh Công giáo tại Bretagne. Năm 1588 ông tự nhận mình là người bảo hộ Giáo hội Công giáo trong vùng. Viện dẫn quyền kế thừa của vợ, Marie de Luxembourg, cũng là một hậu duệ của các công tước xứ Bretagne, và là người thừa kế thái ấp trong tư cách Nữ Công tước xứ Penthièvre thuộc Bretagne, Mercoeur cố giành quyền độc lập cho lãnh thổ, tổ chức một chính quyền tại Nantes, và tuyên bố con trai của ông là "hoàng tử và công tước xứ Bretagne". Mercoeur liên minh với Felipe II của Tây Ban Nha. Tuy nhiên, Felipe lại muốn con gái của mình là Infanta Isabella Clara Eugenia trị vì Bretagne. Năm 1592 tại Craon, với sự trợ giúp của Tây Ban Nha, Mercoeur đánh bại Công tước Montpensier do Henri IV sai đến. Nhưng chỉ ít lâu sau, quân đội triều đình, được tăng viện bởi quân Anh, lại chiếm thế thượng phong. Đích thân nhà vua hành quân đánh Mercoeur, đến ngày 20 tháng 3 năm 1598, tại Anger, Mercoeur chịu thần phục, sau trốn sang Hungary. Con gái và là người thừa kế Mercoeur kết hôn với Công tước Vendôme, con không chính thức của Henri IV.

## Thế kỷ 17 và 18
Mặc dù những tranh chấp đã kết thúc với sự ra đời của Chỉ dụ Nantes, những bất đồng về quyền tự do chính trị được ban cho người Huguenot làm gia tăng sự bất ổn trong suốt thế kỷ 17. Những người chống đối cho rằng điều này sẽ dẫn đến tình trạng ‘một nhà nước trong nhà nước’ và sẽ trở thành nguồn bất ổn kéo dài suốt thế kỷ 17. Quyết định của Vua Louis XIII đem đức tin Công giáo trở lại phần đất tây nam nước Pháp khiến khởi phát các cuộc nổi dậy của người Huguenot. Theo Hòa ước Montpellier năm 1622, con số các thị trấn (cũng là thành trì kiến cố) của người Huguenot bị cắt giảm xuống còn hai thành: La Rochelle và Montauban. Sau đó lại xảy ra chiến tranh, trong đó có cuộc bao vây thành La Rochelle, quân đội nhà vua dưới quyền lãnh đạo của Hồng y Richelieu phong tỏa thành phố suốt 14 tháng. Chiếu theo Hòa ước La Rochelle năm 1629, một số quyền lợi của người Kháng Cách về quân sự và mục vụ bị thu hồi, nhưng vẫn duy trì những quyền tự do tôn giáo họ có được trước khi bùng nổ cuộc chiến.

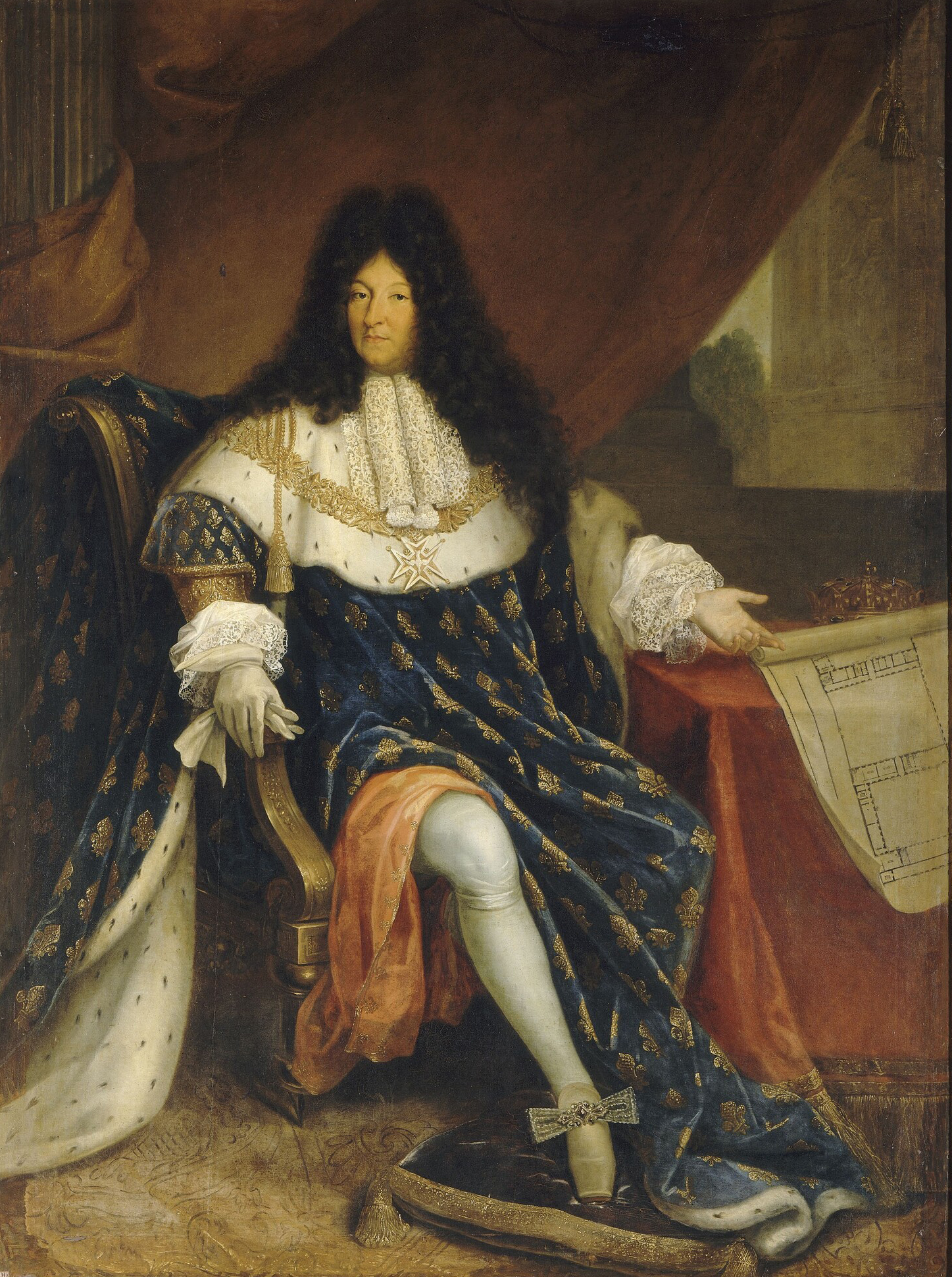
Louis XIV (Louis Đại đế)

Trong những năm còn lại của triều Louis XIII, nhất là khi Vua Louis XIV còn nhỏ tuổi, việc thực thi chỉ dụ thay đổi mỗi năm. Năm 1661 Louis XIV, đặc biệt căm ghét người Huguenot, sau khi nắm triều chính liền bác bỏ một số quyền lợi dành cho người Huguenot trong chỉ dụ. Năm 1681, nhà vua cho tiến hành chính sách dragonnades dọa dẫm người Huguenot nhằm buộc họ cải đạo sang Công giáo Rôma hoặc phải trốn ra nước ngoài. Cuối cùng, vào tháng 10 năm 1685, Louis XIV ban hành Chỉ dụ Fontainebleau thu hồi Chỉ dụ Nantes và xem Kháng Cách là tôn giáo bất hợp pháp tại nước Pháp. Việc thu hồi Chỉ dụ Nantes đã gây ra nhiều thiệt hại cho nước Pháp, nhiều người Kháng Cách chọn rời bỏ quê hương hơn là cải đạo, mang theo họ các kỹ năng công nghiệp cần thiết cho nền kinh tế Pháp thời ấy như nghề dệt lụa, chế tạo đồng hồ, và phép đo thị lực. Ước tính trong hai thập niên có khoảng từ 200.000 đến 500.000 người Huguenot ra đi, hầu hết tìm đến sinh sống ở Anh, Phổ, Cộng hòa Hà Lan, và Thụy Sĩ. Ngày 17 tháng 1 năm 1686, Louis XIV tuyên bố nay chỉ còn từ 1.000 đến 1.500 trong tổng số từ 800.000 đến 900.000 người Kháng Cách còn sinh sống ở Pháp.
Đến đầu thế kỷ 18, khá đông người Kháng Cách sinh sống trong vùng Cévennes xa xôi trên cao nguyên Massif Central. Cuộc nổi dậy năm 1702 của cư dân ở đây, vẫn thường gọi là dân Camisard, dẫn đến một cuộc chiến kéo dài đến năm 1715, sau đó dân Camisard được để cho sống yên bình.

## Biên niên sử
- 17 tháng 1, 1562 - Chỉ dụ Saint-Germain, thường gọi là "Chỉ dụ tháng Giêng"
- 1 tháng 3, 1562 - Thảm sát tại Wassy-sur-Blaise
- Tháng 3 năm 1562 - Tháng 3 năm 1563 Chiến tranh lần thứ nhất, kết thúc với Chỉ dụ Amboise
  - 19 tháng 12, 1562 - Trận Dreux
- Tháng 9 năm 1567 - Tháng 3 năm 1568 Chiến tranh lần thứ hai, kết thúc với Hòa ước Longjumeau
  - 10 tháng 11, 1567 - Trận Saint Denis
- 1568-1570 Chiến tranh lần thứ ba, kết thúc với Hòa ước Saint-Germain-en-Laye
  - Tháng 3 năm 1569 - Trận Jarnac
  - Tháng 6 năm 1569 - Trận La Roche-l'Abeille
  - Tháng 10 năm 1569 - Trận Moncontour
- 1572 - Thảm sát Ngày lễ Thánh Barthélemy
- 1572-1573 Chiến tranh lần thứ tư, kết thúc với Chỉ dụ Boulogne
  - Tháng 11 năm 1572 - Tháng 7 năm 1573 - Bao vây thành La Rochelle
  - Tháng 5 năm 1573 - Henri d'Anjou làm vua Ba Lan
- 1574 - Charles IX băng hà
- 1574-1576 Chiến tranh lần thứ năm, kết thúc với Chỉ dụ Beaulieu
- 1576 - Thành lập Liên minh Công giáo đầu tiên ở Pháp
- 1576-1577 Chiến tranh lần thứ sáu, kết thúc với Hiệp ước Bergerac (còn gọi là "Chỉ dụ Poitiers")
- 1579-1580 Chiến tranh lần thứ bảy, kết thúc với Hiệp ước Fleix
- Tháng 12 năm 1584 - Hiệp ước Joinville
- 1585-1598 Chiến tranh lần thứ tám, kết thúc với Hòa ước Vervins và Chỉ dụ Nantes
  - Tháng 10 năm 1587 - Trận Coutras, Trận Vimory
  - Tháng 12 năm 1588 - Ám sát Công tước nhà Guise và em trai
  - Tháng 8 năm 1589 - Ám sát Henri III
  - Tháng 9 năm 1589 - Trận Arques
  - Tháng 3 năm 1590 - Trận Ivry, Bao vây Paris
  - 1593 - Henri IV chối bỏ đức tin Kháng Cách
  - 1594 - Henri IV đăng quang tại Chartres.
  - Tháng 6 năm 1595 - Trận Fontaine-Française
  - Tháng 4 nămApril 1598 - Henri IV ban hành Chỉ dụ Nantes